# Grześkówki

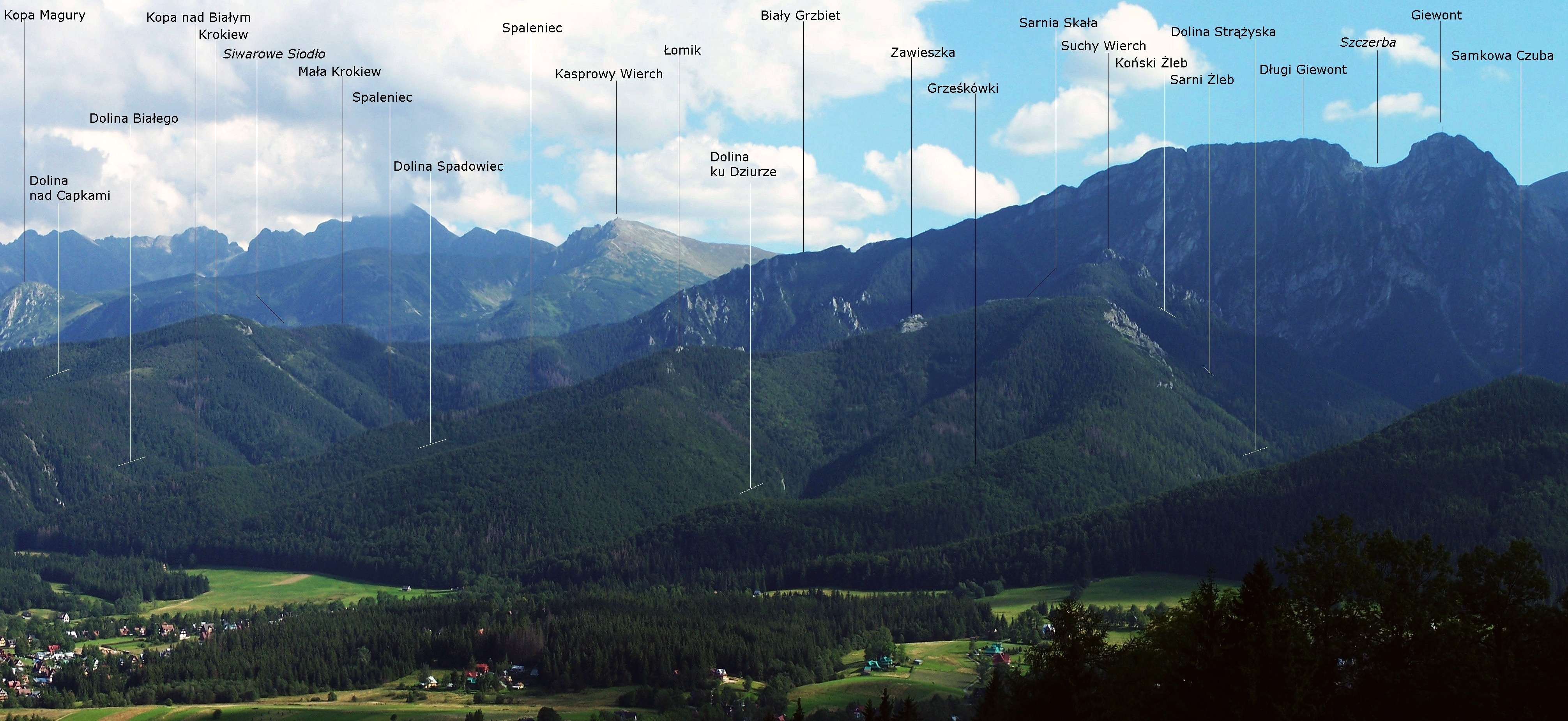
Widok z Pasma Gubałowskiego

Grześkówki – dolna część zachodniego grzbietu opadającego spod Sarniej Skały na północ, do Kotliny Zakopiańskiej. Grzbiet ten oddziela Dolinę Strążyską od Doliny ku Dziurze w polskich Tatrach Zachodnich. Opada w północnym kierunku, w końcowym odcinku zakręcając na północny wschód. Kończy się przy Drodze pod Reglami. Poniżej grzbietu i drogi znajduje się polana Grześkówka.
Grzbiet Grześkówki jest całkowicie zalesiony i nie prowadzą nim szlaki turystyczne. Znajduje się na obszarze ochrony ścisłej Regle Zakopiańskie. Według prof. Stefana Myczkowskiego na Grześkówkach rosną „najlepiej wykształcone płaty buczyny”.
Z rzadkich w Polsce gatunków roślin na Grześkówkach występuje obuwik pospolity i jest to największe jego skupisko w polskich Tatrach. W 2000 r. naliczono około 249 pędów tej rośliny, w tym 179 kwitnących.